# Len Beaumont
Leonard Beaumont (4 tháng 1 năm 1915 – 22 tháng 7 năm 2002) là một cầu thủ bóng đá, thi đấu cho Huddersfield Town, Portsmouth và Nottingham Forest. Ông sinh ra ở Huddersfield, West Yorkshire.